# 796

## Nașteri
- dată necunoscută: Al-Mu'tasim  (d. 842)
- dată necunoscută: Dhūl-Nūn al-Misrī  (d. 859)
- dată necunoscută: Lambert I de Nantes nobil francez (d. 836)